# Piscina Azure

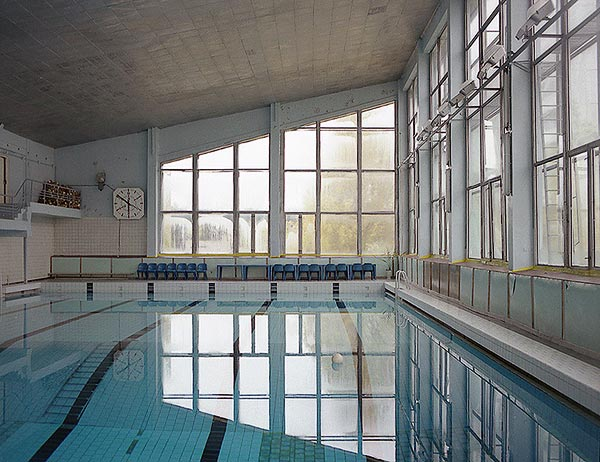
Piscina Azure em 1996.

A Piscina Azure é uma das três piscinas interiores presentes na cidade abandonada de Pripyat, Ucrânia. A cidade foi afetada pelo desastre nuclear de Chernobil, ocorrido em 1986.
A piscina foi construída na década de 1970 e utilizada até 1998, 12 anos após o desastre, por trabalhadores locais e liquidadores por ser considerada um dos locais menos contaminados pela radiação na cidade. Quando os últimos liquidadores terminaram seus serviços, a piscina foi totalmente abandonada, situação em que se encontra até hoje.

## Galeria

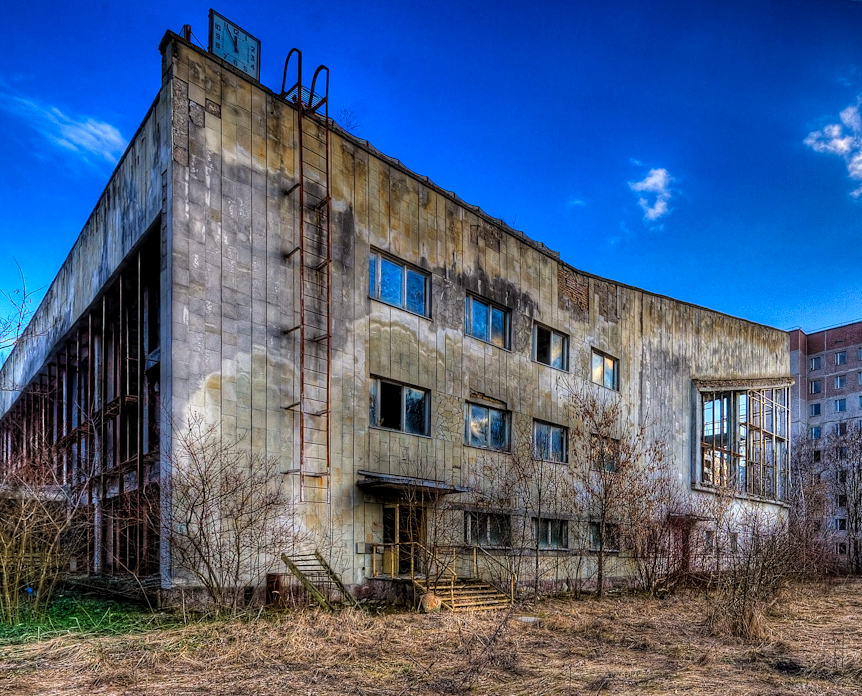
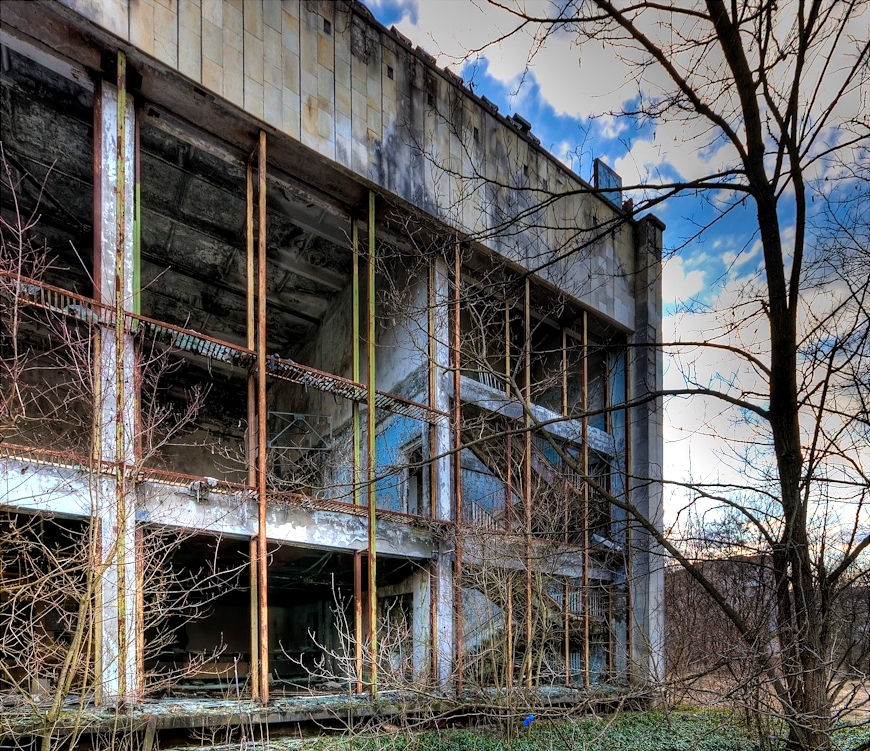
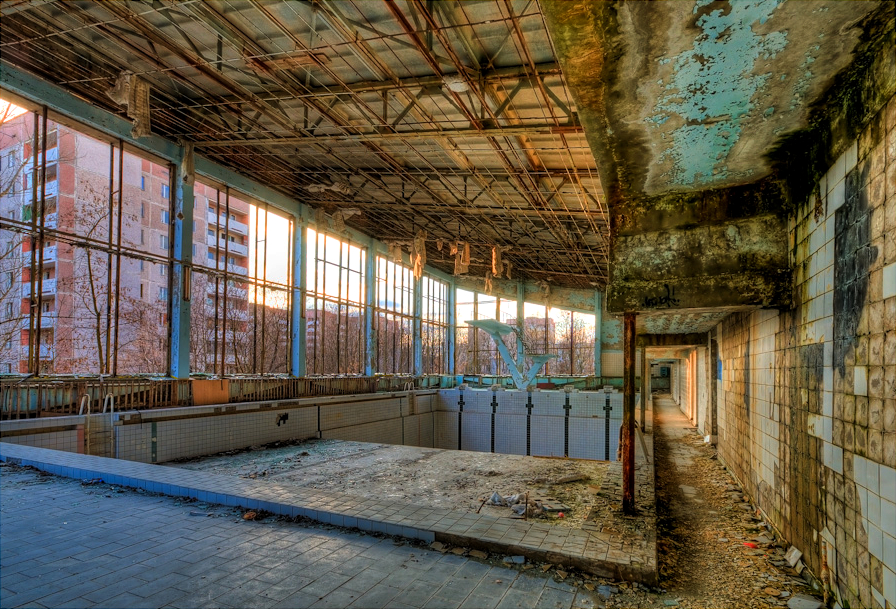
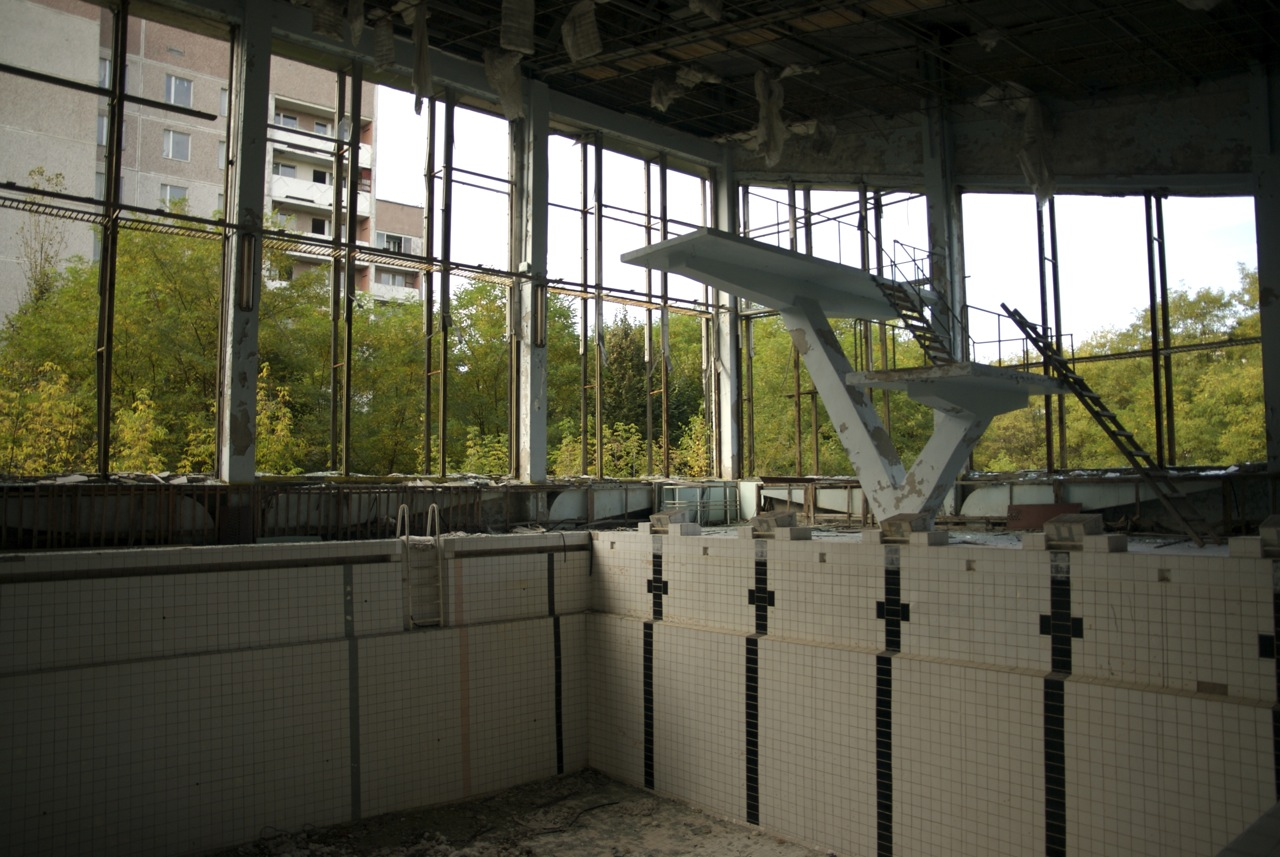